# Sialidae
Sialidés
Famille
Les Sialidae (Sialidés en français) sont une famille de mégaloptères. On connaît plus d'une centaine d'espèces dans dix genres, dont trois genres éteints.

## Anatomie
Les Sialidés sont de petits insectes au corps mou et foncé. Ils mesurent moins de 25 millimètres de long (généralement entre 13 et 18 millimètres) et se distinguent par leurs deux paires d'ailes, dont l'inférieure est plus longue que la supérieure,. Ils ont aussi des longues antennes multiarticulées et de grands yeux, mais ne présentent pas d'ocelles,.

## Bioécologie

### Distribution
Au Canada, il y a une dizaine d'espèces de sialidés présentes. L'espèce la plus répandue est Sialis velata (ceb).
Au Japon, elle est notamment représentée par les espèces Sialis yamatoensis et Sialis japonica.

### Habitat
Les sialidés sont aquatiques et aiment vivre dans les fonds vaseux.

### Cycle de vie
Le cycle commence par la ponte des œufs, réalisée par l'adulte sur des branches ou d'autres éléments près de l'eau, formant de grandes masses de 200 à 500 œufs par ponte. Au bout de 10 à 14 jours, les larves éclosent avant de rejoindre l'eau. Elles restent à l'état larvaire pendant deux à trois ans. Après l'état larvaire, le pupe va s'abriter dans une coque, comme une roche ou de la mousse, pour la durée d'un mois, pour rester à l'abri des poissons. Au moment de l'été, la larve devient adulte.
Les adultes sont principalement actifs le jour, mais ne vivent pas longtemps.

### Régime alimentaire
L'adulte ne se nourrit pas.

## Relations avec l'homme
Les sialidés sont utilisés dans la pêche comme appât.

## Classification
- Sous-famille † Dobbertiniinae :
  - Genre † Dobbertinia (ru) Handlirsch, 1920.
- Sous-famille Sialinae :
  - Genre Austrosialis (ceb) Tillyard, 1919 ;
  - Genre † Eosialis (ru) Nel, Menier, De Ploëg, Hodebert et Danvin, 2002 ;
  - Genre Haplosialis (ceb) Navás, 1927 ;
  - Genre † Haplosialodes D. Y. Huang, D. Azar, M. S. Engel, C. Y. Cai, Garrouste et Nel, 2016 ;
  - Genre Ilyobius (ceb) Enderlein, 1910 ;
  - Genre Indosialis (ceb) Lestage, 1927 ;
  - Genre Leptosialis (ceb) Esben-Petersen (en), 1920 ;
  - Genre Nipponosialis (ceb) Kuwayama, 1962 ; (voir Sialis)
  - Genre † Proindosialis (ru) Nel, 1988 ;
  - Genre Protosialis (ceb) van der Weele (en), 1909 ;
  - Genre Sialis Latreille, 1802 ;
  - Genre † Sharasialis Ponomarenko (de), 2012 ;
  - Genre Stenosialis (ceb) Tillyard, 1919.